# Yohan Blake
Yohan Blake (n. 26 decembrie 1989, Saint James Parish⁠(d), Comitatul Cornwall, Jamaica, Jamaica) este un atlet jamaican, medaliat olimpic. A participat la 3 ediții ale Jocurilor Olimpice (2012, 2016, 2020) în care a câștigat două medalii de aur și două medalii de argint în probele de 4x100 m, 100 m și 200 m.

## Palmares
| An   | Competiție                              | Locație                  | Loc   | Eveniment       | Note    |
| ---- | --------------------------------------- | ------------------------ | ----- | --------------- | ------- |
| 2005 | Campionatul Mondial de Juniori (sub 18) | Marrakech, Maroc         | 7     | 100 m           | 10,65   |
| 2005 | Campionatul Mondial de Juniori (sub 18) | Marrakech, Maroc         | 3 (h) | ștafetă suedeză | 1:54,47 |
| 2006 | Campionatul Mondial de Juniori          | Beijing, China           | 3     | 100 m           | 10,42   |
| 2006 | Campionatul Mondial de Juniori          | Beijing, China           | 1     | 4 × 100 m       | 39,05   |
| 2008 | Campionatul Mondial de Juniori          | Bydgoszcz, Polonia       | 4     | 100 m           | 10,51   |
| 2008 | Campionatul Mondial de Juniori          | Bydgoszcz, Polonia       | 2     | 4 × 100 m       | 39,25   |
| 2011 | Campionatul Mondial                     | Daegu, Coreea de Sud     | 1     | 100 m           | 9,92    |
| 2011 | Campionatul Mondial                     | Daegu, Coreea de Sud     | 1     | 4 × 100 m       | 37,04   |
| 2012 | Jocurile Olimpice                       | Londra, Marea Britanie   | 2     | 100 m           | 9,75    |
| 2012 | Jocurile Olimpice                       | Londra, Marea Britanie   | 2     | 200 m           | 19,44   |
| 2012 | Jocurile Olimpice                       | Londra, Marea Britanie   | 1     | 4 × 100 m       | 36,84   |
| 2014 | Ștafetele Mondiale                      | Nassau, Bahamas          | 1     | 4 x 100 m       | 37,77   |
| 2014 | Ștafetele Mondiale                      | Nassau, Bahamas          | 1     | 4 × 200 m       | 1:18,63 |
| 2016 | Jocurile Olimpice                       | Rio de Janeiro, Brazilia | 4     | 100 m           | 9,93    |
| 2016 | Jocurile Olimpice                       | Rio de Janeiro, Brazilia | 16    | 200 m           | 20,37   |
| 2016 | Jocurile Olimpice                       | Rio de Janeiro, Brazilia | 1     | 4 × 100 m       | 37,27   |
| 2017 | Ștafetele Mondiale                      | Nassau, Bahamas          | –     | 4 × 100 m       | NT      |
| 2017 | Ștafetele Mondiale                      | Nassau, Bahamas          | 3     | 4 x 200 m       | 1:21,09 |
| 2017 | Campionatul Mondial                     | Londra, Marea Britanie   | 4     | 100 m           | 9,99    |
| 2017 | Campionatul Mondial                     | Londra, Marea Britanie   | 11    | 200 m           | 20,52   |
| 2017 | Campionatul Mondial                     | Londra, Marea Britanie   | —     | 4 × 100 m       | NT      |
| 2019 | Campionatul Mondial                     | Doha, Qatar              | 5     | 100 m           | 9,97    |
| 2019 | Campionatul Mondial                     | Doha, Qatar              | 15    | 200 m           | 20,37   |
| 2019 | Campionatul Mondial                     | Doha, Qatar              | 11    | 4 × 100 m       | 38,15   |
| 2021 | Jocurile Olimpice                       | Tokio, Japonia           | 18    | 100 m           | 10,14   |
| 2021 | Jocurile Olimpice                       | Tokio, Japonia           | 5     | 4 × 100 m       | 37,84   |
| 2022 | Campionatul Mondial                     | Eugene, Statele Unite    | 9     | 100 m           | 10,12   |
| 2022 | Campionatul Mondial                     | Eugene, Statele Unite    | 24    | 200 m           | NS      |
| 2022 | Campionatul Mondial                     | Eugene, Statele Unite    | 4     | 4 × 100 m       | 38,06   |

## Legături externe
- Materiale media legate de Yohan Blake la Wikimedia Commons
- en Yohan Blake la World Athletics
- en Yohan Blake la Olympedia.org